# オースティン・セント・ジョン
オースティン・セント・ジョン（Austin St. John、1974年9月17日 - ）は、アメリカ合衆国の俳優。

## 来歴
ニューメキシコ州ロズウェルで海兵隊員の息子として生まれ、アメリカ各地を転々として育つ。ドイツ、ネイティブ・アメリカン、日本、イタリア、アイルランド、スペインなど様々なルーツを持つ。
5歳の時に父親から格闘技を学び始め、柔道の道場にも入門。テコンドー、拳法など合わせて13の格闘技を学んだとされる。
ある日、友人から『Phantoms』と言う子供向け番組のオーディションを紹介される。オースティンは演技経験は無かったが、母親からオーディションを受けることを後押しされたことなどから参加を決め、合格する。その番組が1993年から放送された子供向けテレビドラマ『パワーレンジャー』であり、オースティンは初代レッドレンジャー、ジェイソン役で人気を得るが、ギャラ交渉のもつれにより第2シーズン途中で降板。
俳優活動の為に高校を中退していたため、高校卒業資格を取得し、コンコルディア大学でスポーツ健康科学の学位を取得
俳優を引退後、世界を旅して武術を学び、家族が暮らしているワシントンD.C.に移る。医療関係の仕事をしていた友人の誘いで救急救命士として12年働いた後、アメリカ軍にて衛生兵・医療従事者としてクウェート、アフガニスタン、イラクなど国外の戦場に赴く。
2015年に映画『Survival's End』にて復帰することが発表された。医療従事者として働いていた際にかつて『パワーレンジャー』の視聴者だった人々から復帰を後押しされたことが俳優業に復帰した理由の一つであるという。
2022年5月12日、CARES法による給与保護プログラムを悪用して不正に融資を得たとして起訴された。起訴状によるとオースティンと他の共犯者は主犯格2人の誘いに応じて、給与保護プログラムの申請に改ざんされた書類を提出し、合計して350万ドルの資金をだまし取ったとされている。

## 人物
芸名のオースティンは『600万ドルの男』の主人公スティーブ・オースティンからとられており、名付け親はタレント・エージェントのパット・オブライエン。

## 出演

### テレビドラマ
| タイトル                                                            | 放送年      | 役名                                                  | 備考              |
| ------------------------------------------------------------------- | ----------- | ----------------------------------------------------- | ----------------- |
| パワーレンジャー Mighty Morphin Power Rangers                       | 1993 - 1994 | ジェイソン・リー・スコット / 初代レッドレンジャー     |                   |
| パワーレンジャー・ジオ Power Rangers Zeo                            | 1996        | ジェイソン・リー・スコット / ゴールドレンジャー       |                   |
| パワーレンジャー・ワイルドフォース Power Rangers Wild Force         | 2002        | ジェイソン・リー・スコット / 初代MMPRレッドレンジャー | 第34話ゲスト      |
| パワーレンジャー・ビーストモーファーズ Power Rangers Beast Morphers | 2020        | ジェイソン・リー・スコット / 初代MMPRレッドレンジャー | 第2シーズンゲスト |

### 映画
| タイトル                                                                         | 公開年 | 役名                       | 備考                                |
| -------------------------------------------------------------------------------- | ------ | -------------------------- | ----------------------------------- |
| パワーレンジャー・ターボ・映画版・誕生!ターボパワー Turbo: A Power Rangers Movie | 1997   | ジェイソン・リー・スコット |                                     |
| Exposé                                                                           | 1998   | アンダーソン               |                                     |
| Footsteps                                                                        | 2003   | 刑事                       | テレビ映画                          |
| Steps Toward the Sun                                                             | 2009   | カウボーイ1                | 短編映画                            |
| Survival's End                                                                   | 2015   |                            | オリジナルビデオ プロデューサー兼任 |
| Gideon's Frontier                                                                | 2016   | サイモン・ケントン         |                                     |
| A Gift of the Heart                                                              | 2017   | サム・ゴールドバーグ       |                                     |
| Surge of Power: Revenge of the Sequel                                            | 2017   | 本人役                     |                                     |
| Monsters at Large                                                                | 2018   | ショーン・パーカー         |                                     |
| A Walk with Grace                                                                | 2019   | デュアン・シェイファー     |                                     |
| Tres Leches                                                                      | 2022   | ヘレン・ペパーニルジェド   | YouTube映画                         |

### その他
| タイトル                                        | 制作年 | 役名                          | 備考                    |
| ----------------------------------------------- | ------ | ----------------------------- | ----------------------- |
| パワーレンジャー Mighty Morphin Power Rangers   | 1992   | ジェイソン / レッドレンジャー | パイロット版 1999年放送 |
| Karate Masters: Beginning Martial Arts for Kids | 1994   | 司会                          | ビデオ作品 脚本兼任     |
| Encyclopedia of Martial Arts: Hollywood         | 1995   | 本人出演                      | ドキュメンタリービデオ  |
| Power Rangers The Lost Episode                  | 1999   | 司会                          | テレビ番組              |
| Power Rangers: Battle for the Grid              | 2019   | ジェイソン・リー・スコット    | ゲーム                  |

## 著作
- Karate Warrior: A Beginner's Guide to Martial Arts（1996年）